# 復歸日本運動

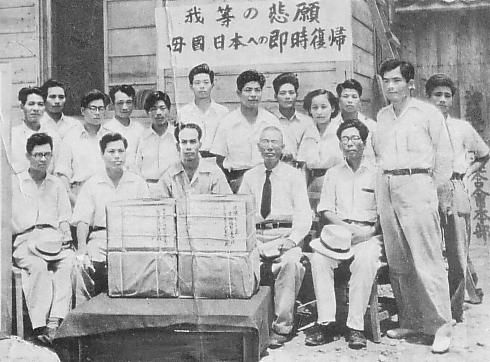
復歸日本署名運動

回歸祖国運動（日语：／ Sokoku fukki undō）是冲绳岛战役后，在美国统治之下的冲绳要求回归日本而展开的社会运动。该运动始于1950年代，其目标随着1972年5月15日的冲绳返还而得以实现。

## 背景
沖繩島戰役後，美國佔領琉球群島，進入美國治理琉球時期。第二次世界大戰結束後不久，就琉球歸屬問題存在各種不同的主張，有主張將其歸還給日本，有主張琉球獨立，還有主張將其置於聯合國託管之下。1952年4月29日，日本與原二戰時期的同盟國簽訂《舊金山和約》，日本将会同意美國將琉球群島等北纬29度以南的领土置於聯合國託管統治之下的任何提議，在提案通過前美國将拥有對其實施行政、立法、司法的權利。然而由於琉球群島的地緣重要性，美國長期在当地保持着軍事存在，直到最后也沒有將琉球群岛等日本南方领土提交聯合國託管制度，而是一直由自己行使行政權。
美國統治當局曾長期刺激琉球民族主義，將其統治宣傳為「將少數民族從帝國主義的暴政下解放」。再加之在初期，美國當局曾设想过將琉球恢復為一個獨立國家，琉球人的獨立意識一度高涨。然而在1950年以後，隨著冷戰開始，琉球的地緣軍事地位不斷提升，美國當局在琉球群島「維持並設立更多軍事基地」的军事优先政策和维持长期统治的迹象也越来越明显。美軍展開言論壓制，並開展軍事用地的大規模接收。琉球人逐漸對美國統治產生不滿，越來越多的人認为美國宣傳的「琉球再興」是一個幻覺。于是冲绳迅速出现了「復歸日本」的呼声，大部分公众舆论开始主张回归日本而不是独立或托管。

## 歷史
当1951年9月8日签署并于1952年4月28日生效的《旧金山和平条约》明确冲绳将与日本本土施政分离后，回归日本运动的势头愈发强劲。1953年4月1日，回歸日本運動的核心組織沖繩教職員會成立，以屋良朝苗為會長，該協會提出了恢復因戰爭被破壞的校舍、回歸日本兩大行動目標。翌年1月，該會與沖繩縣青年團協議會等23個團體組成了「沖繩諸島祖國復歸期成會」。該協會曾在沖繩島廣泛傳播，後來在琉球列島美國民政府的壓力下被迫停止活動並解散。
此後，回歸日本運動一度停滯。1950年代末期，美軍與琉球人因軍事用地徵收問題發生了全島鬥爭，「回歸日本」的聲音再度燃起。1960年4月28日，沖繩教職員會等46個支持回歸日本的團體聯合組成沖繩縣祖國復歸協議會，成為推進沖繩回歸日本運動的母體組織。該組織不僅要求將沖繩歸還給日本，還致力於反戰反基地鬥爭、自治權擴大運動、擁護生活和人權運動，成為琉球人運動的中心。
1962年3月，美国总统约翰·肯尼迪承认冲绳是日本的一部分，并宣布了“冲绳新政策”，该政策将继续讨论日本对冲绳的援助。然而一些美軍軍方首腦對總統此舉頗為不滿，他們擔心此舉會增加日本政府的介入，因而侵犯到美軍在沖繩的權利。時任琉球列島高級專員的保羅·卡拉韋中將將琉球群島視為與中國進行軍事對抗的重要地域，他藐视琉球人的自治權，并動用其絕對權力否決了琉球立法院通過的一系列法案，甚至對沖繩的經濟界進行干預，以推动琉球與日本的分離政策。肯尼迪將此舉視為擾亂美日合作關係。卡拉韋於1964年退役，在這種背景下，长年在立法院占多数席位的執政黨沖繩自由民主黨表示，在回归之前首先要排除琉日之間設置的各種障礙，并制定了通过逐一巩固"扩大自治"、"取消旅行限制"和"加大日本政府援助 "等成果来实现"与祖国的实质性融合"的路线。另一方面，在野党则主张通过更激进的"升日本国旗"、"实现行政长官公选"和"参与国家政治"来推动回归祖国运动，并批评执政党是在"维持现状"。
1965年1月，日本首相佐藤榮作公開要求美國總統林登·詹森將沖繩歸還日本。同年8月，他成為第一位在戰後訪問沖繩的日本首相。
1960年代後期，因沖繩作為越南戰爭的最前沿基地，反美反戰情緒非常濃厚；與之相對地，要求「復歸日本」勢力急速擡頭。1968年11月，回歸祖国運動的中心人物屋良朝苗在琉球政府行政主席的首次例行選舉中擊敗了主张阶段性回歸的冲绳自民党的西銘順治，當選为新的行政主席。屋良朝苗在當選後要求立即無條件將沖繩歸還日本，此後開始了復歸日本的談判。在1969年日美首腦會談上，美國承諾將沖繩歸還給日本，以換取《美日安保條約》有效期限的延長。
1970年3月，復歸準備委員會在那霸市成立，日本、美國、琉球三方代表以此來討論復歸的對策。1970年8月，琉球立法院一致通過了尖閣諸島（釣魚臺列嶼）的主權屬於沖繩和日本的決議。1971年6月，日本和美國簽署沖繩返還協定。1972年5月15日，美國正式將沖繩移交給日本。